# 300 Арагвели (станция метро)

Схема тбилисского метрополитена

300 Арагве́ли (произносится «Самаси Арагвели», «300 Арагвинцев», груз. 300 არაგველი) — станция метро тбилисского метрополитена на Ахметели-Варкетилской линии. Станция имеет вход с одной стороны.
Находится в районе Авлабари.
Открыта 6 ноября 1967 года.
Названа в честь 300 арагвинских воинов-героев, павших в Крцанисской битве 1795 года. По строению глубокая станция пилонного типа с укороченным центральным залом. Подземный вестибюль станции, облицованный белым мрамором, украшен рельефным изображением 300 арагвинцев.
Авторами проекта станции являются архитекторы Т. Тевзадзе (наземный вестибюль) и Г. Батиашвили.
Строительные работы выполнила организация «Тбилкалакпроект».

## Галерея

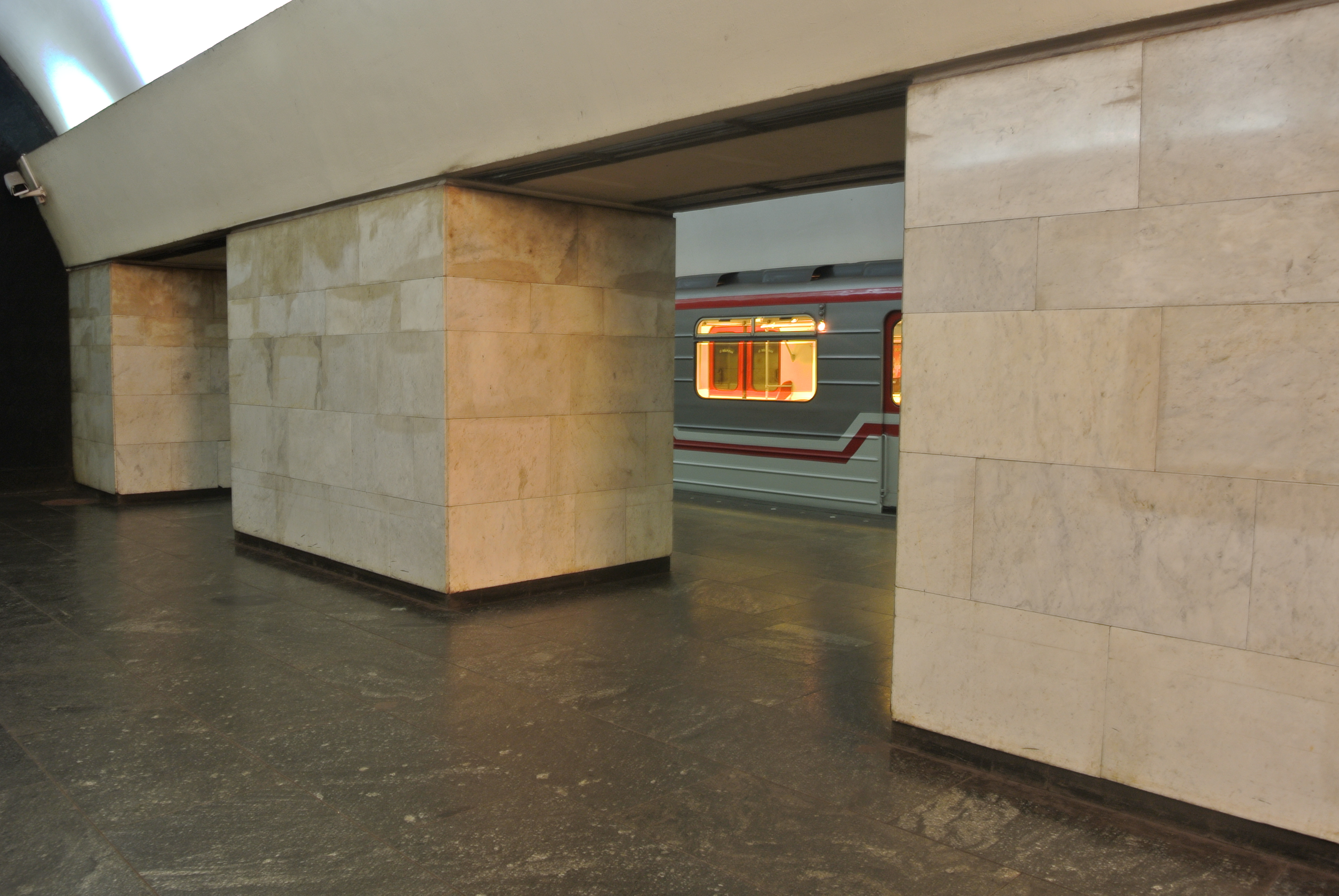
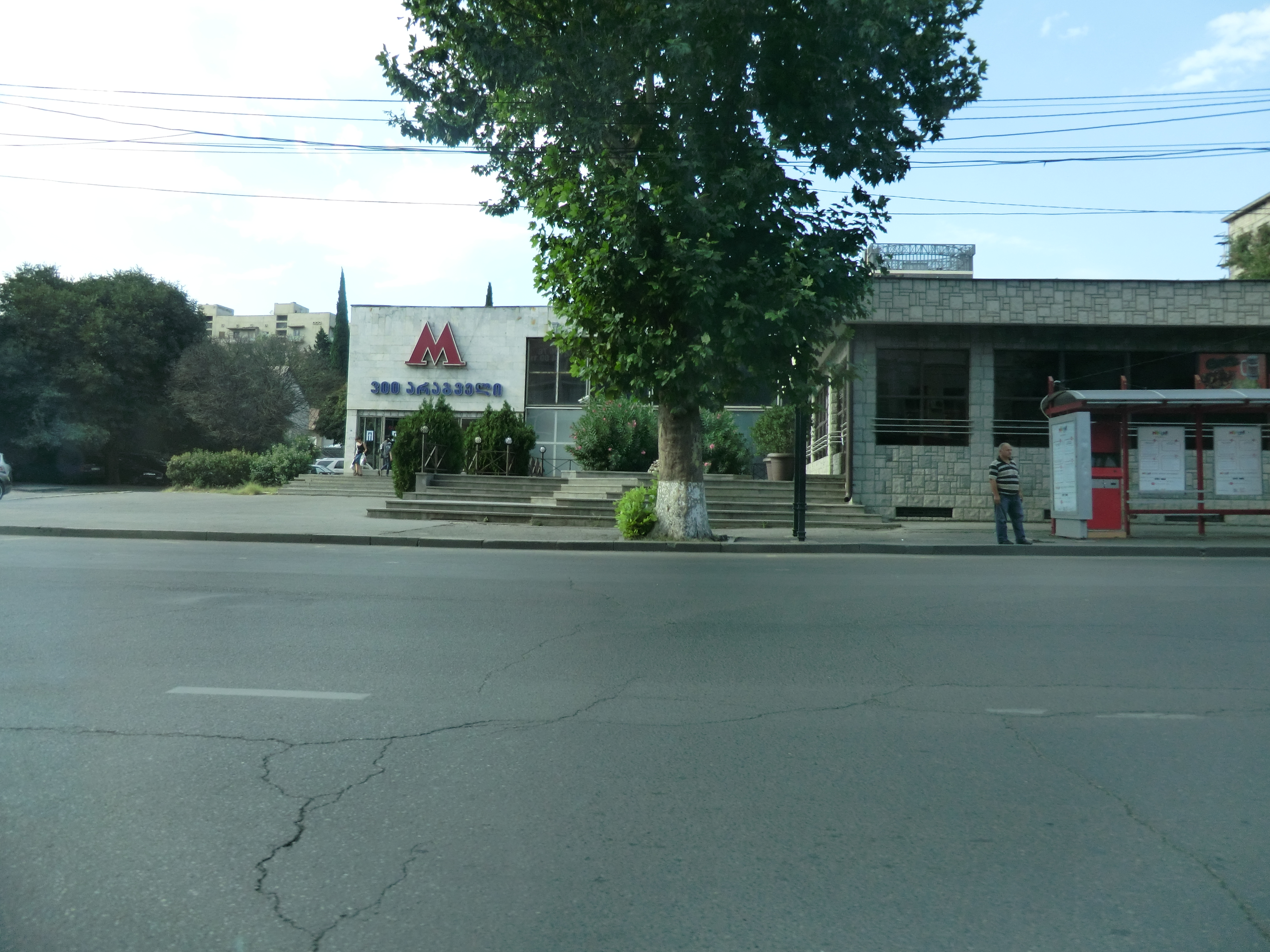